# Ланге, Герберт
Герберт Ланге (нем. Herbert Lange; 29 сентября 1909, Цитен, Западная Померания, Германская империя — 20 апреля 1945, под Бернау) — штурмбаннфюрер СС, комендант концлагеря Хелмно.

## Биография
Герберт Ланге родился 29 сентября 1909 года. Изучал юриспруденцию в Грайфсвальдском университете. В 1930 году во время летнего семестра стал членом грайфсвальдской студенческой корпорации «Ругиа». Закончил обучение, не сдав экзамены. 1 мая 1932 года вступил в НСДАП (билет № 1159583). В том же году присоединился к Штурмовым отрядам (СА). В 1933 году перешёл из СА в ряды СС (№ 93501). В то же время он поступил на работу в полицию в звании комиссара уголовной полиции. С 1934 года служил в отделении гестапо в Штетине и в том же году был переведён в гестапо в Аахене. В 1938 году был повышен до унтерштурмфюрера СС. В 1941 году дослужился до гауптштурмфюрера СС.
В сентябре 1939 года был откомандирован в айнзацгруппу VI в Польше, где он возглавил штаб государственной полиции в Позене. 10 октября 1939 года открыл для айнзацгруппы VI в Форте VII тюрьму гестапо, именовавшуюся как «Концлагерь Позен», которую он возглавлял до 16 октября. Когда 20 ноября айнзацгруппы  был расформированы, Ланге прибыл к инспектору полиции безопасности и СД штандартенфюреру СС Эрнсту Дамцогу и до 1942 года оставался у него в подчинении.
Еще в 1939 году Ланге стал руководителем зондеркоманды, названой по его фамилии. С начала и до середины лета 1940 года занимался так называемым «роспуском» лечебных учреждений (психиатрических клиник) в Вартеланде, на юге аннексированной Западной Пруссии и в Цихенау. Подразделение убивало больных в газвагенах.
Зондеркоманда Ланге была ответственна за убийство 6219 польских и немецких пациентов:
- Психиатрическое учреждение Тигенхоф под Гнезеном — 1201 убитых
- Учреждение для ухода за больными в Костене/Вартегау — более 1000 немцев и более 600 поляков
- Психиатирическая учреждение Кохановка под Литцманштадтом — 692 убитых
- Дом для престарелых в Шримме – 126 убитых
- Психиатирическое учреждение в Варте (земельный округ Ширац) — 792 убитых
- Транзитный лагерь в Зольдау — 1558 немцев из восточно-прусских учреждений и примерно 250 поляков из присоединённой области Цихенау

По просьбе вермахта Гиммлер приказал 4 октября 1941 года доставить самолётом зондеркоманду Ланге в Новгород и убить психически больных пациентов трёх учреждений. Помещения были необходимы для размещения войск.
В декабря 1941 года Ланге стал первым комендантом лагеря смерти Хелмно и был ответственным за убийство десятков тысяч евреев и цыган. В марте 1942 года был заменён Гансом Ботманом. Затем Ланге служил под руководством Артура Небе в имперском управлении уголовной полиции в Берлине. Он преследовал членов группы движения сопротивления круга Зольфа, в которую он смог проникнуть благодаря шпиону Паулю Рекцеху. В 1943 году был заместителем начальника отдела IV E3 (контрразведка на Западе — Франция, Швейцария, Бельгия) в Главном управлении имперской безопасности (РСХА). В июле 1944 года ему было поручено возглавить специальную комиссию по преследованию членов заговора 20 июля. В том же году ему было присвоено звание штурмбаннфюрера СС. Ланге погиб 20 апреля 1945 года под Бернау во время штурма Берлина.